# Minenpflug
Ein Minenpflug ist ein Minenräumsystem, das Landminen nicht zwingend entschärft oder zerstört, sondern diese oft zur Seite schiebt. Die Verwendung des Minenpfluges ermöglicht ein schnelles Vorrücken durch gegnerische Minensperren.

## Geschichte
Erstmals wurden Minenpflüge gegen Ende des Ersten Weltkrieges im Jahr 1918 verwendet, so wurden entsprechende Räumschilde an Renault-FT-Panzer montiert. Der erste dokumentierte Einsatz von Minenpflügen war im Zweiten Weltkrieg, als während der Operation Neptune „Bullshorn“-Minenpflüge an britischen Churchill-Panzern der 79. Panzerdivision angebracht wurden (Hobart’s Funnies).

## Beschreibung
Prinzipiell gibt es zwei Arten von Minenpflügen:
- Zwei getrennte Minenpflüge, die lediglich auf der Breite der Ketten der Trägerfahrzeugs die Fahrspur von Minen befreien.
- Keilförmige Minenpflüge, die, ähnlich einem Schneepflug, über zwei schräggestellte Räumschilde verfügen, die vorne keilförmig miteinander verbunden sind.

Vor allem das erste Konzept fand in den Armeen des ehemaligen Warschauer Vertrages Verbreitung. Die Vorteile dieses Systems sind die niedrigeren Anschaffungskosten und die Tatsache, dass es an nahezu allen Kettenfahrzeugen angebracht werden kann. Nachteilig ist, dass nachfolgende Fahrzeuge genau die Fahrspur des Räumers halten müssen, weil nur die Fahrspur des räumenden Fahrzeugs selbst bearbeitet wird.
Minenpflüge arbeiten nicht perfekt, weil einige Minen nicht detonieren und in der Mechanik nicht oder nur leicht beschädigt werden. Folglich ist manuelles Nachräumen vor der Freigabe eines Geländes weiterhin nötig. Zudem können im Boden verankerte oder tief verlegte Minen intakt bleiben und in der Folge das Trägerfahrzeug des Minenpflugs beschädigen.

## Einsatz
- KMT-Serie: sowjetischer Minenpflug, der beispielsweise an T-55, T-64, T-72 und T-80-Panzern angebracht werden kann.
- Ramta TWMP: israelischer Minenpflug, der am australischen und dänischen Leopard-1-Panzer und am US-amerikanischen M1 Abrams verwendet wird.

## Galerie

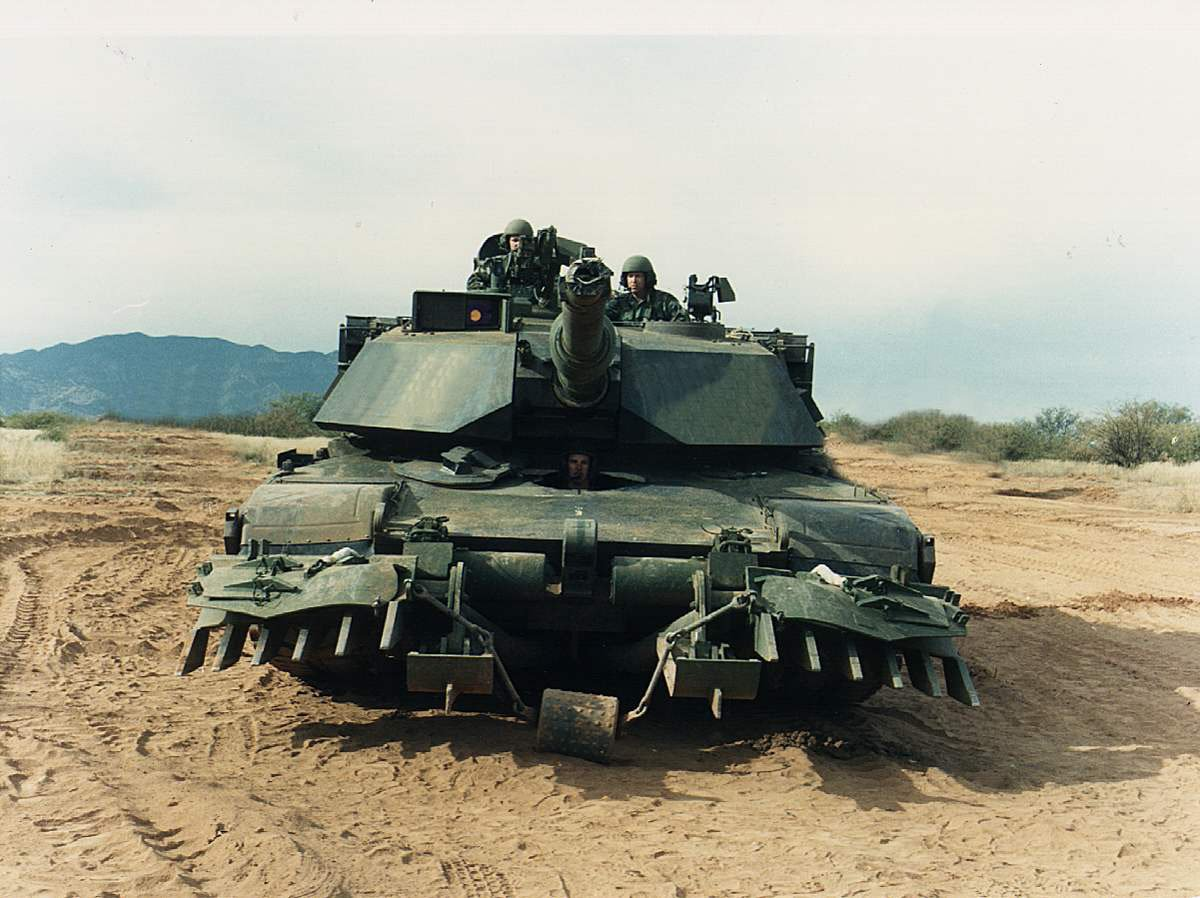
M1 Abrams mit Minenpflug
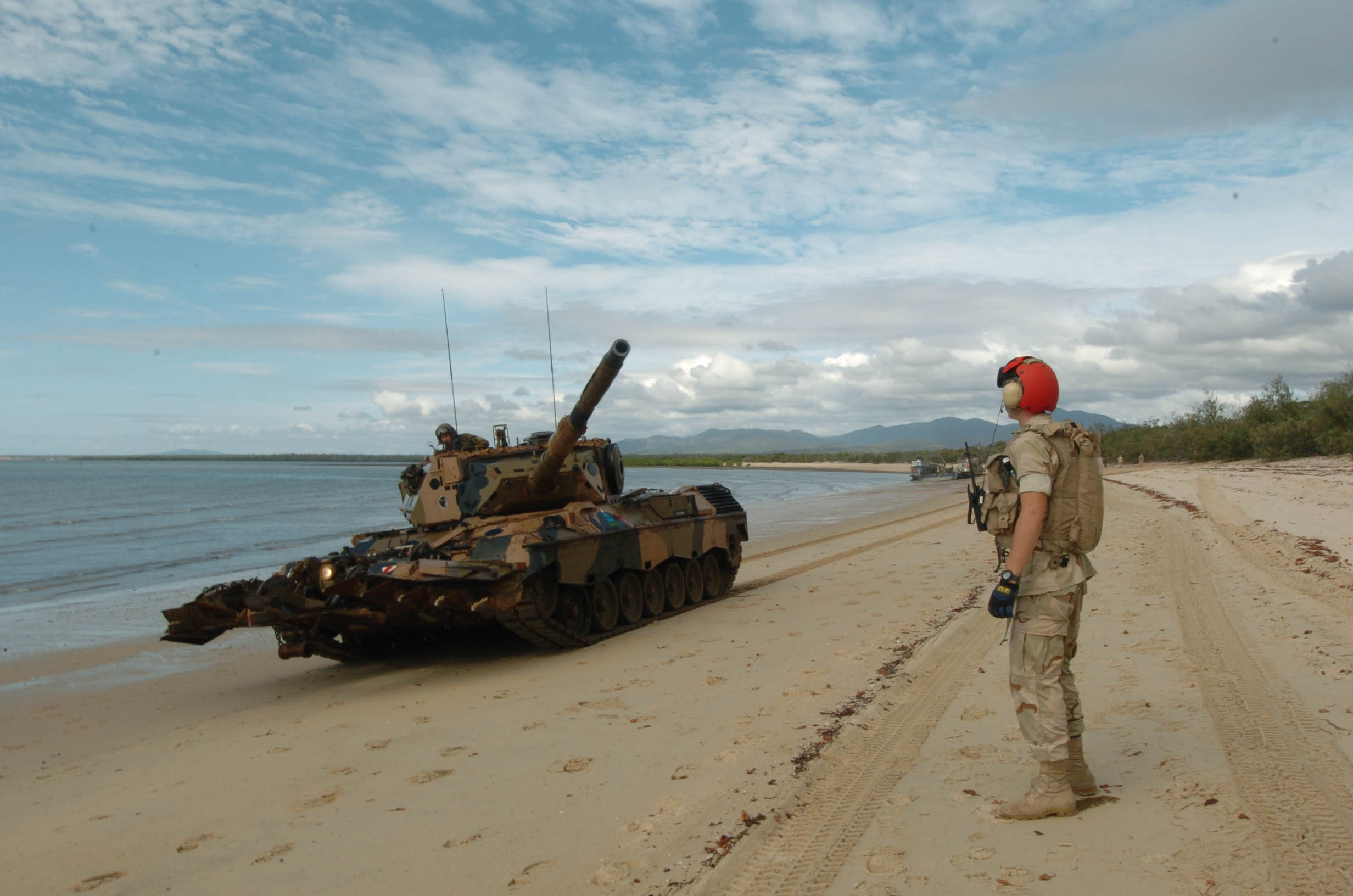
Australischer Leopard AS1 mit Minenpflug
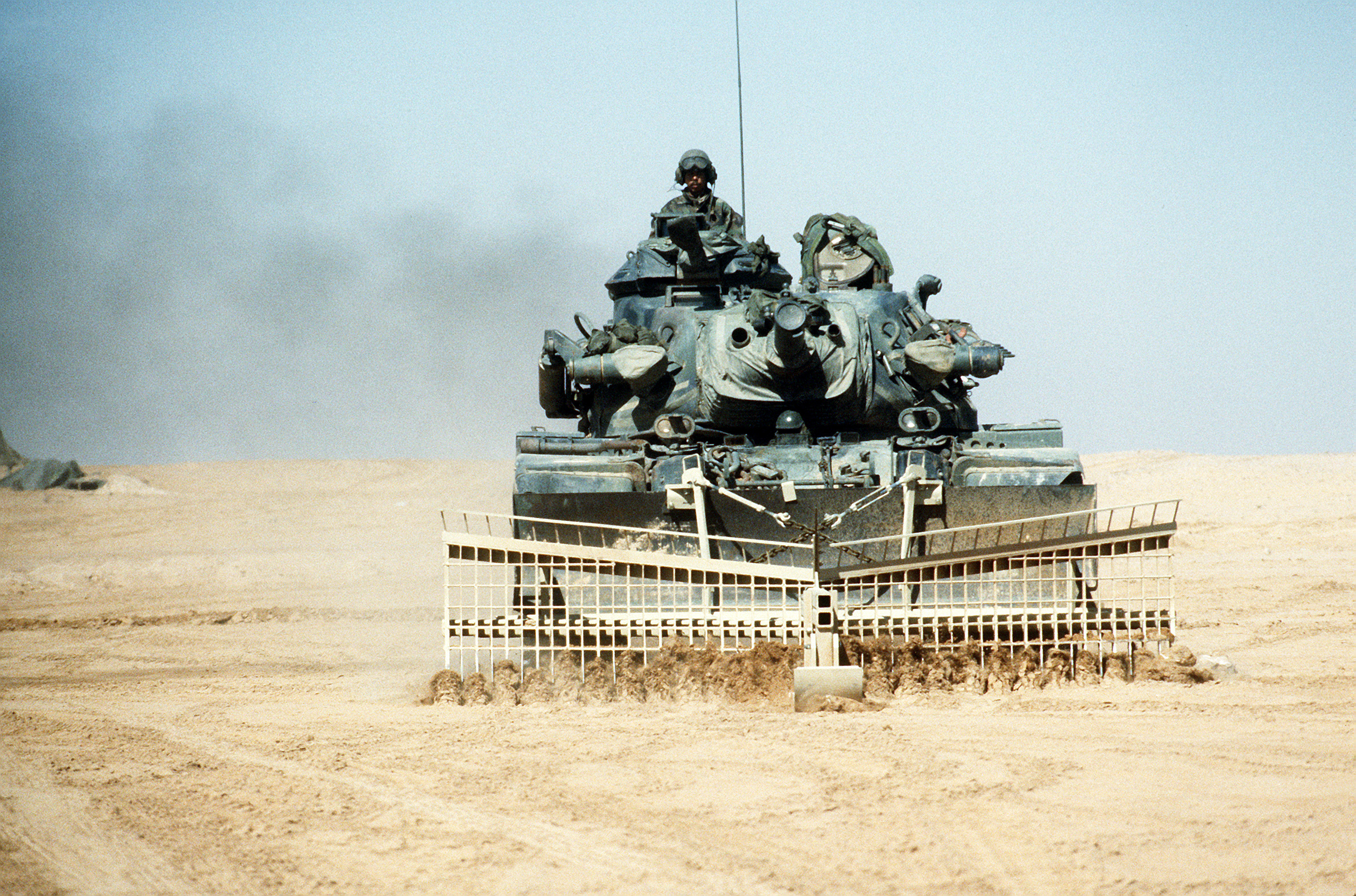
M728 CEV mit keilförmigem Minenräumschild
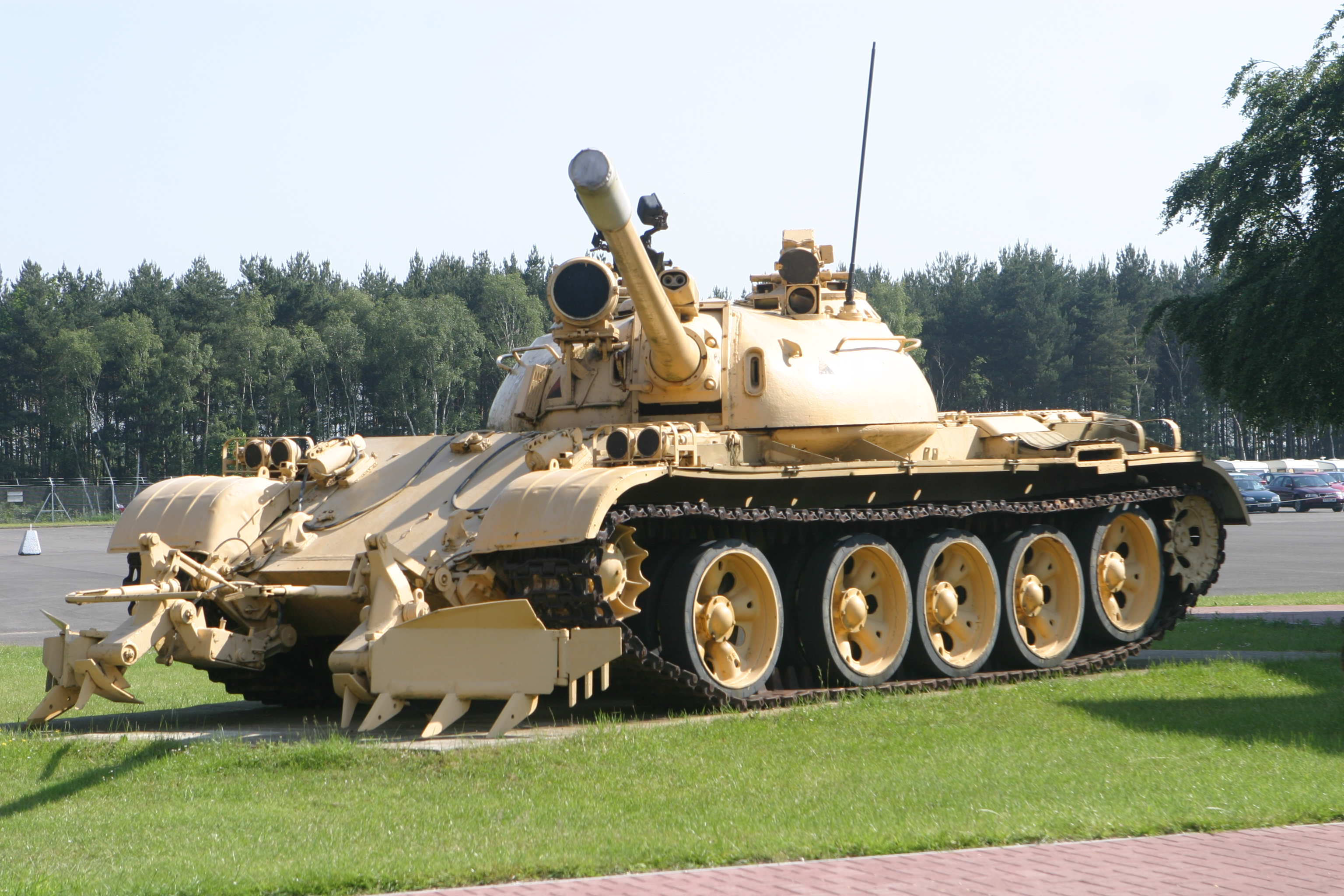
T-55AM2 mit Minenräumgerät vom Typ KMT